# Morze Mirtejskie
Morze Mirtejskie (Myrtojskie, gr. Μυρτώο Πέλαγος Myrtṓo Pélagos) – morze w południowo-zachodniej części Morza Egejskiego, między archipelagiem Cyklad a półwyspem Peloponez. Stanowi morze terytorialne Grecji.